# Sant'Angelo a Cupolo
Sant'Angelo a Cupolo là một đô thị ở tỉnh Benevento trong vùng Campania, có vị trí khoảng 50 km về phía đông bắc của Napoli và khoảng 8 km về phía nam của Benevento. Tại thời điểm ngày 31 tháng 12 năm 2004, đô thị này có dân số 4.262 người và diện tích là 10,9 km².
Sant'Angelo a Cupolo giáp các đô thị: Benevento, Ceppaloni, Chianche, San Leucio del Sannio, San Martino Sannita, San Nicola Manfredi.